# Elencos do torneio de futebol dos Jogos Olímpicos de Verão de 1928
Abaixo estão os elencos das seleções participantes do torneio de futebol dos Jogos Olímpicos de Verão de 1928.

## Alemanha
Técnico:Otto Nerz
Goleiros
- Paul Gehlaar:Clube - VfB Königsberg.Idade - 22 anos (27 de agosto de 1905)
- Heinrich Stuhlfauth:Clube - 1. FC Nuremberg.Idade - 32 anos (11 de janeiro de 1896)
- Hans Wentorf:Clube - Altonaer FC von 1893

Zagueiros
- Albert Beier:Clube - Hamburger SV.Idade - 27 anos (28 de setembro de 1900)
- Conrad Heidkamp:Clube - Fortuna Düsseldorf.Idade - 22 anos (27 de setembro de 1905)
- Emil Kutterer:Clube - FC Bayern München.Idade - 29 anos (11 de novembro de 1898)
- Heinrich Weber:Clube - SV Kurhessen Kassel.Idade - 27 anos (21 de junho de 1900)

Meio-campistas
- Hans Gruber:Clube - SV Duisburg.Idade - 22 anos (4 de junho de 1905)
- Hans Kalb:Clube - 1. FC Nuremberg.Idade - 28 anos (3 de agosto de 1899)
- Georg Knöpfle:Clube - SpVgg Fürth.Idade - 24 anos (15 de maio de 1904)
- Ludwig Leinberger:Clube - SpVgg Fürth.Idade - 25 anos (21 de maio de 1903)
- Josef Müller:Clube - 1. Würzburger FV 04.Idade - 35 anos (8 de maio de 1893)
- Ernst Nagelschmitz:Clube - FC Bayern München.Idade - 26 anos (1 de maio de 1902)
- Baptist Reinmann:Clube - 1. FC Nuremberg.Idade - 24 anos (31 de outubro de 1903)

Atacantes
- Ernst Albrecht:Clube - Fortuna Düsseldorf.Idade - 20 anos (12 de novembro de 1907)
- Ludwig Hofmann:Clube - FC Bayern München.Idade - 27 anos (9 de junho de 1900)
- Richard Hofmann:Clube - SpVgg Meerane 07.Idade - 22 anos (8 de fevereiro de 1906)
- Franz Horn:Clube - Hamburger SV.Idade - 23 anos (26 de agosto de 1904)
- Josef Hornauer:Clube - 1860 Munich.Idade - 20 anos (14 de janeiro de 1908)
- Ernst Kuzorra:Clube - FC Schalke 04.Idade - 22 anos (16 de outubro de 1905)
- Josef Pöttinger:Clube - FC Bayern München.Idade - 25 anos (16 de abril de 1903)
- Josef Schmitt:Clube - 1. FC Nuremberg.Idade - 20 anos (21 de março de 1908)

## Argentina
Técnico:José Lago
Goleiros
- Ángel Bossio:Clube - Remedios de Escalada.Idade - 23 anos (5 de maio de 1905)
- Octavio Díaz:Clube - Rosario Central.Idade - 27 anos (7 de outubro de 1900)

Zagueiros
- Ludovico Bidoglio:Clube - Club Atlético Boca Juniors.Idade - 28 anos (5 de fevereiro de 1900)
- Juan Evaristo:Clube - Sportivo Palermo.Idade - 25 anos (20 de junho de 1902)
- Alfredo Helman:Clube - Estudiantes Santiago del Estero
- Ángel Médici:Clube - Club Atlético Boca Juniors.Idade - 30 anos (20 de dezembro de 1897)
- Rodolfo Orlandini:Clube - Sportivo Buenos Aires.Idade - 23 anos (1 de janeiro de 1905)
- Fernando Paternoster:Clube - Racing Club.Idade - 25 anos (24 de maio de 1903)
- Luis Weihmuller:Clube - Sportivo Palermo
- Adolfo Zumelzú:Clube - Sportivo Palermo.Idade - 26 anos (5 de janeiro de 1902)

Meio-campistas
- Saúl Calandra:Clube - Estudiantes de La Plata.Idade - 23 anos (22 de outubro de 1904)
- Segundo Luna:Clube - Club Atlético Mitre
- Luis Monti:Clube - Club Atlético San Lorenzo de Almagro.Idade - 27 anos (15 de maio de 1901)
- Pedro Ochoa:Clube - Racing Club.Idade - 26 anos (1901)
- Natalio Perinetti:Clube - Racing Club.Idade - 27 anos (28 de dezembro de 1900)

Atacantes
- Alfredo Carricaberry:Clube - Club Atlético San Lorenzo de Almagro.Idade - 27 anos (8 de outubro de 1900)
- Roberto Cherro:Clube - Club Atlético Boca Juniors.Idade - 21 anos (23 de fevereiro de 1907)
- Manuel Ferreira:Clube - Estudiantes de La Plata.Idade - 22 anos (22 de outubro de 1905)
- Enrique Gainzarain:Clube - Ferro Carril Oeste.Idade - 23 anos (7 de dezembro de 1904)
- Raimundo Orsi:Clube - Club Atlético Independiente.Idade - 26 anos (2 de dezembro de 1901)
- Feliciano Perducca:Clube - Boca Alumni.Idade - 26 anos (9 de junho de 1901)
- Domingo Tarasconi:Clube - Club Atlético Boca Juniors.Idade - 24 anos (20 de dezembro de 1903)

## Bélgica
Técnico: Victor Löwenfelt
Goleiros
- Jean Caudron:Clube - R.S.C. Anderlecht.Idade - 32 anos (15 de novembro de 1895)
- Jean De Bie:Clube - Racing Club de Bruxelles.Idade - 36 anos (9 de maio de 1892)

Zagueiros
- Henri De Deken:Clube - Royal Antwerp FC.Idade - 20 anos (3 de agosto de 1907)
- Nicolas Hoydonckx:Clube - Berchem Sport.Idade - 27 anos (29 de dezembro de 1900)
- Jules Lavigne:Clube - Racing Club de Bruxelles.Idade - 27 anos (10 de março de 1901)
- Auguste Ruyssevelt:Clube - Beerschot.Idade - 31 anos (4 de novembro de 1896)

Meio-campistas
- Gustaaf Boesman:Clube - K.A.A. Gent.Idade - 29 anos (19 de janeiro de 1899)
- Pierre Braine:Clube - Beerschot.Idade - 27 anos (26 de outubro de 1900)
- Georges Ditzler:Clube - Standard Liège.Idade - 30 anos (15 de novembro de 1897)
- Auguste Hellemans:Clube - KV Mechelen.Idade - 20 anos (14 de setembro de 1907)
- Henri Van Averbeke:Clube - Beerschot.Idade - 26 anos (26 de outubro de 1901)
- Florimond Vanhalme:Clube - Cercle Brugge.Idade - 33 anos (21 de março de 1895)

Atacantes
- Henri Bierna:Clube - US Liège.Idade - 22 anos (2 de setembro de 1905)
- Raymond Braine:Clube - Beerschot.Idade - 21 anos (28 de abril de 1907)
- Georges Despae:Clube - K.A.A. Gent.Idade - 27 anos (30 de setembro de 1900)
- Gérard Devos:Clube - Cercle Brugge.Idade - 24 anos (14 de setembro de 1903)
- Jan Diddens:Clube - K.R.C. Mechelen.Idade - 19 anos (14 de setembro de 1908)
- Jacques Moeschal:Clube - Racing Club de Bruxelles.Idade - 27 anos (6 de setembro de 1900)
- Sébastien Verhulst:Clube - Beerschot.Idade - 27 anos (6 de setembro de 1900)
- Louis Versijp:Clube - Club Brugge.Idade - 19 anos (5 de dezembro de 1908)
- Bernard Voorhoof:Clube - Lierse S.K..Idade - 18 anos (10 de maio de 1910)

## Chile
Técnico: Frank Powell
Goleiros *
- Roberto Cortés:Clube - Colo-Colo.Idade - 23 anos (2 de fevereiro de 1905)
- Juan Ibacache Pizarro:Clube - Colo-Colo

Zagueiros *
- Ernesto Chaparro:Clube - Colo-Colo.Idade - 27 anos (4 de janeiro de 1901)
- Jorge Linford:Clube - Colo-Colo
- Víctor Morales Sálas:Clube - Colo-Colo.Idade - 23 anos (10 de maio de 1905)
- Guillermo Riveros:Clube - La Cruz FC.Idade - 10 de fevereiro de 1902)

Meio-campistas *
- Humberto Contreras Canales:Clube - Union Española
- Guillermo Saavedra Tapia:Clube - Colo-Colo.Idade - 24 anos (5 de novembro de 1903)
- Arturo Torres:Clube - Everton de Viña del Mar.Idade - 21 anos (20 de outubro de 1906)

Atacantes *
- Oscar Alfaro Saavedra:Clube - San Luis Quillota
- Manuel Bravo Paredes:Clube - Santiago Wanderers.Idade - 31 anos (17 de fevereiro de 1897)
- Alejandro Carbonell:Clube - Valparaíso Ferroviarios
- José del Arias:Clube - The Comercial
- José Miguel Olguin:Clube - Colo-Colo
- Carlos Schneeberger:Clube - Colo-Colo.Idade - 25 anos (21 de junho de 1902)
- Guillermo Subiabre:Clube - Colo-Colo.Idade - 25 anos (25 de fevereiro de 1903)
- * a posição do jogador Germán Reyes Opazo é desconhecida.[1]

## Egito
Técnico:
Goleiros *
- Abdel Hamid Hamdi:Clube - Al-Ahly
- Mohamed Ali Roston:Clube - El-Sekka

Zagueiros *
- Sayed Abaza:Clube - Al-Ahly
- Ahmed Mohamed Salem:Clube - Olympia Club

Meio-campistas *
- Ali El-Hassani:Clube - Al-Ahly.Idade - 30 ou 31 anos (1897)
- Yacout El-Soury:Clube - El-Ittihad El-Iskandary
- Abdel Hamid Younis Hassan:Clube - El-Masry
- Ahmed Mahmoud Soliman:Clube - Al-Ahly

Atacantes *
- Moussa Hassan El-Ezam
- Ismail El-Sayed Hooda:Clube - El-Ittihad El-Iskandary.Idade - 27 ou 28 anos (1900)
- Gamel El-Zobeir:Clube - Al-Ahly
- Mahmoud Ismail Hooda:Clube - El-Ittihad El-Iskandary.Idade - 28 ou 29 anos (1899)
- Mahmoud Mokhtar El-Tetsh:Clube - Al-Ahly.Idade - 20 anos (23 de dezembro de 1907)
- Ali Mohamed Riad:Clube - Tersana.Idade - 23 ou 24 anos (1904)
- * as posições em que jogavam Sid Ahmed,Ezzeldin Gamal,Mohamed Ghomess,Mohamed Hassan,Ahmed Mansour e Mahmoud Salem são desconhecidas.[2]

## Espanha
Técnico:José Ángel Berraondo
Goleiros
- Jesús Izaguirre:Clube - Real Sociedad.Idade - 22 anos (13 de abril de 1906)
- José María Jáuregui:Clube - Arenas Club de Getxo.Idade - 32 anos (15 de março de 1896)

Zagueiros
- Errasti Ciriaco:Clube - Deportivo Alavés.Idade - 23 anos (8 de agosto de 1904)
- Jacinto Quincoces:Clube - Deportivo Alavés.Idade - 22 anos (17 de julho de 1905)
- Pedro Vallana:Clube - Arenas Club de Getxo.Idade - 30 anos (29 de novembro de 1897)
- Domingo Zaldúa:Clube - Real Sociedad.Idade - 24 anos (10 de julho de 1903)

Meio-campistas
- Trino Arizcorreta:Clube - Real Sociedad.Idade - 25 anos (1 de setembro de 1902)
- Francisco Gamborena:Clube - Real Unión.Idade - 27 anos (14 de março de 1901)
- Antero González:Clube - Deportivo Alavés.Idade - 27 anos (1 de fevereiro de 1901)
- Amadeo Labarta:Clube - Real Sociedad.Idade - 23 anos (31 de março de 1905)
- José Legarreta Abaitua:Clube - Athletic Bilbao.Idade - 23 anos (12 de fevereiro de 1903)
- Martín Marculeta:Clube - Real Sociedad.Idade - 20 anos (24 de setembro de 1907)
- Luis Regueiro:Clube - Real Unión.Idade - 19 anos (1 de julho de 1908)
- Alberto Villaverde:Clube - Real Unión.Idade - 23 anos (7 de julho de 1904)

Atacantes
- Francisco Bienzobas:Clube - Real Sociedad.Idade - 19 anos (26 de março de 1909)
- * Cholín:Clube - Real Sociedad.Idade - 21 anos (13 de dezembro de 1906)
- * Kiriki:Clube - Real Sociedad.Idade - 20 anos (21 de junho de 1907)
- Ángel Mariscal:Clube - Real Sociedad.Idade - 23 anos (11 de agosto de 1904)
- Robus:Clube - Arenas Club de Getxo.Idade - 27 anos (18 de dezembro de 1900)
- Manuel Sagarzazu:Clube - Real Unión.Idade - 24 anos (15 de outubro de 1903)
- José María Yermo:Clube - Arenas Club de Getxo.Idade  - 24 anos (21 de junho de 1903)
- * o nome verdadeiro dos jogadores é desconhecido.

## Estados Unidos
Técnico:George Burford
Goleiros *
- Albert Cooper:Clube - Trenton F.C..Idade - 24 anos (23 de fevereiro de 1904)

Zagueiros *
- John Duffy:Clube - Newark Skeeters.Idade - 22 anos (6 de setembro de 1905)
- John Lyons:Clube - Fore River Shamrocks
- Harry Smith:Clube - Lighthouse Boys Club.Idade - 21 anos (14 de março de 1907)

Meio-campistas *
- Robert Aitken:Clube - Caledonian F.C..Idade - 23 anos (19 de outubro de 1904)
- James Gallagher:Clube - Ryerson Juniors.Idade - 22 anos (8 de junho de 1905)

Atacantes *
- Henry O'Carroll:Clube - Bayonne Rovers.Idade - 22 anos (12 de julho de 1905)
- John Deal:Clube - Wolfenden Shore.Idade - 23 anos (5 de abril de 1905)
- William Findley:Clube - Galicia F.C..Idade - 24 anos (15 de janeiro de 1904)
- Rudolph Kuntner:Clube - New York Giants.Idade - 19 anos (10 de junho de 1908)
- Raymond Littley:Clube - Centennial A.C..Idade - 27 anos (1 de setembro de 1900)
- Francis Ryan:Clube - Lighthouse Boys Club.Idade - 20 anos (10 de janeiro de 1908)
- * as posições em que jogavam os atletas James Cronin,John Kane,Joseph Murphy e John Rudge são desconhecidas.[3]

## França
Técnico: Peter Farmer
Goleiros *
- Laurent Henric:Clube - FC Sète.Idade - 23 anos (20 de março de 1905)
- Alex Thépot:Clube - FEC Levallois.Idade - 21 anos (30 de julho de 1906)

Zagueiros *
- Marcel Bertrand:Clube - Club Français.Idade - 28 ou 29 anos (1899)
- Jacques Canthelou:Clube - FC Rouen.Idade - 24 anos (29 de março de 1904)
- Urbain Wallet:Clube - Amiens AC.Idade - 28 anos (4 de julho de 1899)

Meio-campistas *
- Maurice Banide:Clube - RC Strasbourg.Idade - 23 anos (19 de maio de 1905)
- Juste Brouzes:Clube - Red Star Saint-Ouen.Idade - 34 anos (18 de janeiro de 1894)
- Augustin Chantrel:Clube - Red Star Saint-Ouen.Idade - 21 anos (11 de novembro de 1906)
- Robert Dauphin:Clube - Stade Français.Idade - 23 anos (5 de fevereiro de 1905)
- Marcel Domergue:Clube - Red Star Saint-Ouen.Idade - 26 anos (16 de novembro de 1901)
- Jacques Mairesse:Clube - FC Sète.Idade - 23 anos (27 de fevereiro de 1905)
- Hervé Marc:Clube - Stade Rennais FC
- Henri Pavillard:Clube - Stade Français.Idade - 22 anos (15 de agosto de 1905)
- Alexandre Villaplane:Clube - SC Nîmes.Idade - 22 anos (12 de setembro de 1905)
- Jacques Wild:Clube - Stade Français.Idade - 22 ou 23 anos (1905)

Atacantes *
- Charles Bardot:Clube - AS Cannes.Idade - 24 anos (7 de abril de 1904)
- Jules Dewaquez:Clube - Marseille.Idade - 29 anos (9 de março de 1899)
- Marcel Langiller:Clube - CA Paris.Idade - 19 anos (2 de junho de 1908)
- Lucien Laurent:Clube - CA Paris.Idade - 20 anos (10 de dezembro de 1907)
- Jules Monsallier:Clube - Red Star Saint-Ouen.Idade - 21 anos (23 de janeiro de 1907)
- Paul Nicolas:Clube - Red Star Saint-Ouen.Idade - 28 anos (4 de novembro de 1899)
- * a posição do jogador referido apenas como M. Gourdon é desconhecida.[4]

## Itália
Técnico:Augusto Rangone
Goleiros
- Gianpiero Combi:Clube - Juventus F.C..Idade - 25 anos (20 de novembro de 1902)
- Valentino Degani:Clube - Ambrosiana.Idade - 23 anos (14 de fevereiro de 1905)
- Giovanni De Prà:Clube - Genoa C.F.C..Idade - 27 anos (28 de junho de 1900)

Zagueiros
- Delfo Bellini:Clube - Genoa C.F.C..Idade - 28 anos (13 de janeiro de 1900)
- Umberto Caligaris:Clube - Casale FBC XI Legione.Idade - 26 anos (26 de julho de 1901)
- Felice Gasperi:Clube - Bologna F.C. 1909.Idade - 24 anos (26 de dezembro de 1903)
- Silvio Pietroboni:Clube - Ambrosiana.Idade - 24 anos (26 de dezembro de 1903)
- Virginio Rosetta:Clube - Juventus F.C..Idade - 26 anos (25 de fevereiro de 1902)

Meio-campistas
- Adolfo Baloncieri:Clube - Torino F.C..Idade - 30 anos (27 de julho de 1897)
- Fulvio Bernardini:Clube - Ambrosiana.Idade - 22 anos (28 de dezembro de 1905)
- Attilio Ferraris:Clube - A.S. Roma.Idade - 24 anos (26 de março de 1904)
- Pietro Genovesi:Clube - Bologna F.C. 1909.Idade - 25 anos (27 de junho de 1902)
- Antonio Janni:Clube - Torino F.C..Idade - 23 anos (19 de setembro de 1904)
- Mario Magnozzi:Clube - A.S. Livorno Calcio.Idade - 26 anos (20 de março de 1902)
- Alfredo Pitto:Clube - Bologna F.C. 1909.Idade - 22 anos (26 de maio de 1906)
- Enrico Rivolta:Clube - Ambrosiana.Idade - 22 anos (29 de junho de 1905)
- Gino Rossetti:Clube - Torino F.C..Idade - 23 anos (7 de novembro de 1904)

Atacantes
- Elvio Banchero:Clube - U.S. Alessandria Calcio 1912.Idade - 24 anos (28 de abril de 1904)
- Virgilio Levratto:Clube - Genoa C.F.C..Idade - 23 anos (26 de outubro de 1904)
- Pietro Pastore:Clube - A.C. Milan.Idade - 25 anos (3 de abril de 1903)
- Angelo Schiavio:Clube - Bologna F.C. 1909.Idade - 22 anos (15 de outubro de 1905)
- Andrea Viviano:Clube - U.S. Alessandria Calcio 1912.Idade - 23 anos (22 de junho de 1904)

## Iugoslávia
Técnico:Ante Pandaković
Goleiros
- Maksimilijan Mihelčić:Clube - Građanski Zagreb.Idade - 22 anos (29 de julho de 1905)
- Geza Šifliš:Clube - SAND Subotica.Idade - 21 anos (25 de fevereiro de 1907)

Zagueiros
- Milorad Arsenijević:Clube - BSK Beograd.Idade - 21 anos (6 de junho de 1906)
- Dragutin Babić:Clube - Građanski Zagreb.Idade - 30 ou 31 anos (1897)
- Milutin Ivković:Clube - SK Jugoslavija.Idade - 22 anos (3 de março de 1905)
- Milorad Mitrović:Clube - BSK Beograd.Idade - 20 anos (12 de abril de 1908)

Meio-campistas
- Mirko Bonačić:Clube - Hajduk Split.Idade - 25 anos (9 de março de 1903)
- Ljubiša Đorđević:Clube - BSK Beograd.Idade - 21 anos (19 de junho de 1906)
- Franjo Giler:Clube - Građanski Zagreb.Idade - 20 anos (1 de setembro de 1907)
- Danijel Premerl;Clube - HAŠK.Idade - 24 anos (23 de janeiro de 1904)

Atacantes
- Nikola Babić:Clube - HAŠK.Idade - 22 anos (5 de dezembro de 1905)
- Ivan Bek:Clube -  Cette.Idade - 18 anos (29 de outubro de 1909)
- Miloš Beleslin:Clube - SAND Subotica.Idade - 26 anos (8 de setembro de 1901)
- Ljubomir Benčić:Clube - Hajduk Split.Idade - 23 anos (2 de janeiro de 1905)
- Slavin Cindrić:Clube - Građanski Zagreb.Idade - 26 ou 27 anos (1901)
- Blagoje Marjanović:Clube - BSK Beograd.Idade - 20 anos (9 de setembro de 1907)
- Nikola Marjanović:Clube - BSK Beograd.Idade - 22 anos (10 de outubro de 1905)
- Emil Perška:Clube - Građanski Zagreb.Idade - 30 ou 31 anos (1897)
- Kuzman Sotirović:Clube - BSK Beograd.Idade - 19 anos (16 de outubro de 1908)

## Luxemburgo
Técnico:Gustave Jacquemart
Goleiros
- Pierre Reuter:Clube - Red Black Pfaffenthal.Idade - 24 anos (11 de abril de 1904)
- Henri Scharry:Clube - Jeunesse Esch.Idade - 23 anos (10 de dezembro de 1904)

Zagueiros
- Paul Feierstein:Clube - Red Boys Differdange.Idade - 25 anos (27 de janeiro de 1903)
- Mathias Feller:Clube - Spora Luxembourg.Idade - 23 anos (12 de outubro de 1904)
- Bernard Fischer:Clube - Red Boys Differdange.Idade - 25 anos (30 de maio de 1902)
- Nicolas Kirsch:Clube - Spora Luxembourg.Idade - 26 anos (24 de agosto de 1901)
- Joseph Koetz:Clube - CS Fola Esch.Idade - 30 anos (29 de maio de 1897)
- Émile Kolb:Clube - Red Boys Differdange.Idade - 25 anos (3 de junho de 1902)
- Albert Reuter:Clube - Red Black Pfaffenthal.Idade - 20 anos (11 de setembro de 1907)

Meio-campistas
- Mathias Becker:Clube - Red Boys Differdange.Idade - 21 anos (4 de fevereiro de 1907)
- Joseph Kirpes:Clube - Jeunesse Esch.Idade - 21 anos (10 de julho de 1906)
- François Weber:Clube - Spora Luxembourg.Idade - 28 anos (21 de dezembro de 1899)

Atacantes
- Guillaume Schutz:Clube - Union Luxembourg.Idade - 25 anos (31 de março de 1903)
- Robert Theissen:Clube - Spora Luxembourg.Idade - 21 anos (20 de julho de 1906)
- Jean-Pierre Weisgerber:Clube - CS Fola Esch.Idade - 23 anos (28 de março de 1905)

## México
Técnico:Alfonso de la Vega
Goleiros
- Óscar Bonfiglio:Clube - Club Deportivo Marte.Idade - 22 anos (5 de outubro de 1905)
- Ignacio De La Garza:Clube - Club América

Zagueiros
- Hesiquio Cerilla:Clube - Club América
- Rafael Garza Gutiérrez:Clube - Club América.Idade - 31 anos (13 de dezembro de 1896)
- Agustin Ojeda:Clube - Club Deportivo Marte.Idade - 29 anos (9 de setembro de 1898)

Meio-campistas
- Luis Cerrilla:Clube - Club América.Idade - 22 anos (1 de fevereiro de 1906)
- Emmanuel Guevara:Clube - Club Deportivo Marte.Idade - 26 anos (2 de fevereiro de 1902)
- Nieves Hernandez:Clube - Club América.Idade - 26 anos (30 de outubro de 1901)
- Felipe Rosas:Clube - Atlante F.C..Idade - 18 anos (5 de fevereiro de 1910)
- Pedro Suinaga:Clube - Club América.Idade - 21 anos (5 de abril de 1907)

Atacantes
- Juan Carreño:Clube - Atlante F.C..Idade - 20 anos (14 de agosto de 1907)
- Benito Contreras:Clube - Club América.Idade - 23 anos (16 de maio de 1905)
- Carlos Garces:Clube - Club América.Idade - 27 anos (24 de dezembro de 1900)
- Adeodato López:Clube - Germania FV.Idade - 22 anos (1 de fevereiro de 1906)
- Dionisio Mejía:Clube - Atlante F.C..Idade - 21 anos (6 de janeiro de 1907)
- Ernesto Sota:Clube - Club América.Idade - 31 anos (11 de dezembro de 1896)
- Juan Terrazas;Clube - Club América.Idade - 18 anos (5 de dezembro de 1909)

## Países Baixos
Técnico: Bob Gledenning
Goleiros
- Jan de Boer:Clube - AFC Ajax.Idade - 29 anos (29 de agosto de 1898)
- Gejus van der Meulen:Clube - Koniklijke HFC.Idade - 25 anos (23 de janeiro de 1903)

Zagueiros
- Harry Dénis:Clube - HBS Craeyenhout.Idade - 31 anos (28 de agosto de 1896)
- Dolf van Kol:Clube - AFC Ajax.Idade - 25 anos (2 de agosto de 1902)
- Sjef van Run:Clube - PSV Eindhoven.Idade - 24 anos (12 de janeiro de 1904)

Meio-campistas
- Piet van Boxtel:Clube - NAC Breda.Idade - 25 anos (6 de outubro de 1902)
- Puck van Heel:Clube - Feyenoord Rotterdam.Idade - 24 anos (21 de janeiro de 1904)
- Cor Kools:Clube - NAC Breda.Idade - 20 anos (20 de julho de 1907)
- Peer Krom:Clube - RCH.Idade - 30 anos (10 de março de 1898)
- Pierre Massy:Clube - Roermond.Idade - 28 anos (3 de fevereiro de 1900)
- Frits Schipper:Clube - Heracles Almelo.Idade - 23 anos (24 de dezembro de 1904)
- Harry Schreurs:Clube - Roermond.Idade - 26 anos (11 de dezembro de 1901)
- Kees van der Zalm:Clube - VUC Den Haag.Idade - 26 anos (30 de setembro de 1901)

Atacantes
- Wout Buitenweg:Clube - Hercules.Idade - 34 anos (24 de dezembro de 1893)
- Jan Elfring:Clube - Alcmaria Victrix.Idade - 26 anos (8 de fevereiro de 1902)
- Bertus Freese:Clube - Heracles Almelo.Idade - 26 anos (20 de fevereiro de 1902)
- Leo Ghering:Clube - LONGA.Idade - 27 anos (19 de agosto de 1900)
- Jaap van der Griend:Clube - Hermes DVS.Idade - 24 anos (24 de janeiro de 1904)
- Felix Smeets:Clube - HBS Craeyenhout.Idade - 24 anos (29 de abril de 1904)
- Wim Tap:Clube - ADO Den Haag.Idade - 24 anos (3 de outubro de 1903)
- Rens Vis:Clube - HVV Hollandia.Idade - 23 anos (4 de julho de 1904)
- Jaap Weber:Clube - Sparta Rotterdam.Idade - 26 anos (4 de agosto de 1901)

## Portugal
Técnico:Cândido de Oliveira
Goleiros
- António Roquete:Clube - Casa Pia Atlético Clube.Idade - 21 anos (8 de agosto de 1906)
- Cipriano Santos:Clube - Sporting CP.Idade - 26 anos (13 de outubro de 1901)

Zagueiros
- Carlos Alves:Clube - Carcavelinhos Football Clube.Idade - 24 anos (10 de outubro de 1903)
- Óscar de Carvalho:Clube - Boavista FC.Idade - 24 anos (22 de dezembro de 1903)
- Jorge Gomes Vieira:Clube - Sporting CP.Idade - 30 anos (23 de fevereiro de 1898)

Meio-campistas
- César de Matos:Clube - CF Belenenses.Idade - 26 anos (22 de fevereiro de 1902)
- Anibal José:Clube - Vitória de Setúbal.Idade - 24 anos (29 de março de 1904)
- Augusto Silva:Clube - CF Belenenses.Idade - 26 anos (22 de março de 1902)
- Tamanqueiro:Clube - SL Benfica.Idade - 25 anos (22 de janeiro de 1903)

Atacantes
- Liberto dos Santos:Clube - União Foot-ball Lisboa.Idade - 20 anos (1 de fevereiro de 1908)
- Armando Martins:Clube - Vitória de Setúbal.Idade - 23 anos (4 de março de 1905)
- José Manuel Martins:Clube - Sporting CP.Idade - 21 anos (2 de setembro de 1906)
- Valdemar Mota:Clube - FC Porto.Idade - 22 anos (18 de março de 1906)
- Pepe:Clube - CF Belenenses.Idade - 20 anos (30 de janeiro de 1908)
- Alfredo Ramos:Clube - CF Belenenses.Idade - 22 anos (15 de fevereiro de 1906)
- João Santos:Clube - Vitória de Setúbal.Idade - 19 anos (11 de fevereiro de 1909)
- Vítor Silva:Clube - SL Benfica.Idade - 19 anos (2 de fevereiro de 1909)
- Jorge Tavares:Clube - SL Benfica.Idade - 23 anos (21 de janeiro de 1905)

## Suíça
Técnico: Edward Duckworth
Goleiros
- Fritz Grüneisen:Clube - FC Nordstern
- Frank Séchehaye:Clube - Etoile Carouge.Idade - 20 anos (3 de novembro de 1907)

Zagueiros
- Max Baltensberg:Clube - Servette FC
- Karl Bielser:Clube - FC Basel
- Edmond De Weck:Clube - Grasshopper-Club Zürich.Idade - 27 anos (28 de abril de 1901)
- Jean Facchinetti:Clube - Cantonal Neuchâtel
- Rudolf Ramseyer:Clube - FC Bern.Idade - 30 anos (17 de setembro de 1897)
- Walter Weiler:Clube - Grasshopper-Club Zürich.Idade - 24 anos (4 de dezembro de 1903)

Meio-campistas
- Paul De Lavallaz:Clube - Grasshopper-Club Zürich.Idade - 27 ou 28 anos (1900)
- Walter Dietrich:Clube -  Eintracht Frankfurt.Idade - 25 anos (24 de dezembro de 1902)
- Paul Fässler:Clube - BSC Young Boys.Idade - 26 anos (13 de junho de 1901)
- Willy Jäggi:Clube - Servette FC.Idade - 21 anos (28 de julho de 1906)
- Kurt Pichler:Clube - Servette FC.Idade - 30 anos (18 de abril de 1898)

Atacantes
- Max Abegglen:Clube - Grasshopper-Club Zürich.Idade - 26 anos (11 de abril de 1902)
- Edmond Bailly:Clube - Servette FC
- Max Brand:Clube - FC Bern
- Adolf Flubacher:Clube - FC Nordstern
- Raymond Passello:Clube - Servette FC.Idade - 23 anos (12 de janeiro de 1905)
- Jacques Romberg:Clube - FC Aarau
- Paolo Sturzenegger:Clube - AC Lugano.Idade - 25 anos (7 de junho de 1902)
- Gaston Tschirren:Clube - Grasshopper-Club Zürich.Idade - 21 ou 22 anos (1906)

## Turquia
Técnico: Béla Tóth
Goleiros
- Ulvi Yenal:Clube - Galatasaray S.K..Idade - 19 ou 20 anos (1908)

Zagueiros
- Burhan Atak:Clube - Galatasaray S.K..Idade - 23 anos (27 de janeiro de 1905)
- Kadri Göktulga:Clube - Fenerbahçe S.K..Idade - 23 ou 24 anos (1904)
- Refik Osman Top:Clube - Beşiktaş J.K..Idade - 30 ou 31 anos (1897)

Meio-campistas
- Nihat Bekdik:Clube - Galatasaray S.K..Idade - 27 ou 28 anos (1900)
- Baron Fevzi:Clube - Altınordu S.K..Idade - 25 ou 26 anos (1902)
- Cevat Seyit:Clube - Fenerbahçe S.K..Idade - 21 ou 22 anos (1906)
- İsmet Uluğ:Clube - Fenerbahçe S.K..Idade - 26 ou 27 anos (1901)

Atacantes
- Sabih Arca:Clube - Fenerbahçe S.K..Idade - 26 ou 27 anos (1901)
- Alaeddin Baydar:Clube - Fenerbahçe S.K..Idade - 26 ou 27 anos (1901)
- Şükrü Erkuş:Clube - Beşiktaş J.K.
- Kemal Faruki:Clube - Galatasaray S.K..Idade - 27 ou 28 anos (1900)
- Bedri Gürsoy:Clube - Fenerbahçe S.K..Idade - 27 ou 28 anos (1900)
- Mehmet Leblebi:Clube - Galatasaray S.K..Idade - 19 ou 20 anos (1908)
- Muhlis Peykoğlu:Clube - Galatasaray S.K..Idade - 22 anos (20 de outubro de 1905)
- Bekir Refet:Clube - Fenerbahçe S.K..Idade - 28 ou 29 anos (1899)
- Zeki Rıza Sporel:Clube - Fenerbahçe S.K..Idade - 30 anos (28 de fevereiro de 1898)
- Latif Yalınlı:Clube - Galatasaray S.K..Idade - 27 ou 28 anos (1900)
- * as posições em que jogavam os jogadores Orhun Nafiz e İzmirli Şevki são desconhecidas.[5]

## Uruguai
Técnico:Primo Gianotti
Goleiros
- Fausto Batignani:Clube - Liverpool Fútbol Club.Idade - 24 anos (2 de julho de 1903)
- Andrés Mazali:Clube - Club Nacional de Football.Idade - 25 anos (22 de julho de 1902)

Zagueiros
- Pedro Arispe:Clube - Rampla Juniors.Idade - 27 anos (30 de setembro de 1900)
- Adhemar Canavesi:Clube - Bella Vista.Idade - 24 anos (18 de agosto de 1903)
- José Nasazzi:Clube - Bella Vista.Idade - 27 anos (24 de maio de 1901)
- Domingo Tejera:Clube - Montevideo Wanderers.Idade - 28 anos (22 de julho de 1899)

Meio-campistas
- José Leandro Andrade:Clube - Bella Vista.Idade - 26 anos (1 de outubro de 1901)
- Lorenzo Fernández:Clube - Capurro.Idade - 28 anos (20 de maio de 1900)
- Álvaro Gestido:Clube - Peñarol.Idade - 21 anos (17 de maio de 1907)
- Ángel Melogno:Clube - Bella Vista.Idade - 23 anos (23 de março de 1905)
- Juan Piriz:Clube - Club Nacional de Football.Idade - 26 anos (17 de maio de 1902)

Atacantes
- Peregrino Anselmo:Clube - Peñarol.Idade - 26 anos (30 de abril de 1902)
- Juan Arremón:Clube - Peñarol.Idade - 29 anos (8 de fevereiro de 1899)
- Venancio Bartibás:Clube - Central Español
- René Borjas:Clube - Montevideo Wanderers.Idade - 30 anos (23 de dezembro de 1897)
- Antonio Campolo:Clube - Peñarol.Idade - 31 anos (7 de fevereiro de 1897)
- Héctor Castro:Clube - Club Nacional de Football.Idade - 23 anos (29 de novembro de 1904)
- Pedro Cea:Clube - Club Nacional de Football.Idade - 27 anos (1 de setembro de 1900)
- Roberto Figueroa:Clube - Montevideo Wanderers.Idade - 22 anos (20 de março de 1906)
- Pedro Petrone:Clube - Club Nacional de Football.Idade - 24 anos (11 de maio de 1904)
- Héctor Scarone:Clube - Club Nacional de Football.Idade - 29 anos (26 de novembro de 1898)
- Santos Urdinarán:Clube - Club Nacional de Football.Idade - 27 anos (30 de maio de 1900)
- Eduardo Martínez:Clube - Miramar Misiones